# Mega Front
Mega Front was een combinatie tijdens de parlementsverkiezingen van 2015 in Suriname.
De alliantie werd gevormd door:
- Democratische Unie Suriname (DUS);
- De Nieuwe Leeuw (DNL); en
- Nieuw Suriname (NS).

De intentieverklaring werd op 3 maart 2015 getekend en een week later werd de proclamatie officieel.
Aanvankelijk leek het erop dat de Nationale Ontwikkelings Partij (NOP) ook deel zou nemen, naar aanleiding van toezeggingen van Hynes Landveld. Na een bestuurcrisis met Melvin Clemens verbood de rechter Landveld echter om naar voren te treden als voorzitter van de NOP.
De voorzitter van de alliantie was eveneens de voorzitter van De Nieuwe Leeuw, Dharm Mungra. Een ander prominent lid was de voorzitter van Nieuw Suriname en vakbondsbestuurder John Nasibdar. Daarnaast stapten twee prominenten leden van de Nationale Democratische Partij van Desi Bouterse over naar Mega Front, te weten Inder Sardjoe, voormalig hoofdbestuurslid van de afdeling Wanica, en Clifton Koorndijk, de voormalige voorzitter van Saramacca. Koorndijk had al langer kritiek geuit op Bouterse, net als Bouterses oud-vertrouweling Badresein Sital dat deed. Deze beide leden werden na de verkiezingen geroyeerd door de NDP.
De alliantie deed in 8 districten van Suriname mee aan de verkiezingen, behalve in Marowijne en Coronie. Voorafgaand aan de verkiezingen stelde Mega Front dat het aan het vereiste ledenbestand voldeed van ongeveer 3500 personen. Tijdens de verkiezingen behaalde het 1133 stemmen (0,44%). Dit was onvoldoende voor een zetel in De Nationale Assemblée.